# Rana (Norvegia)

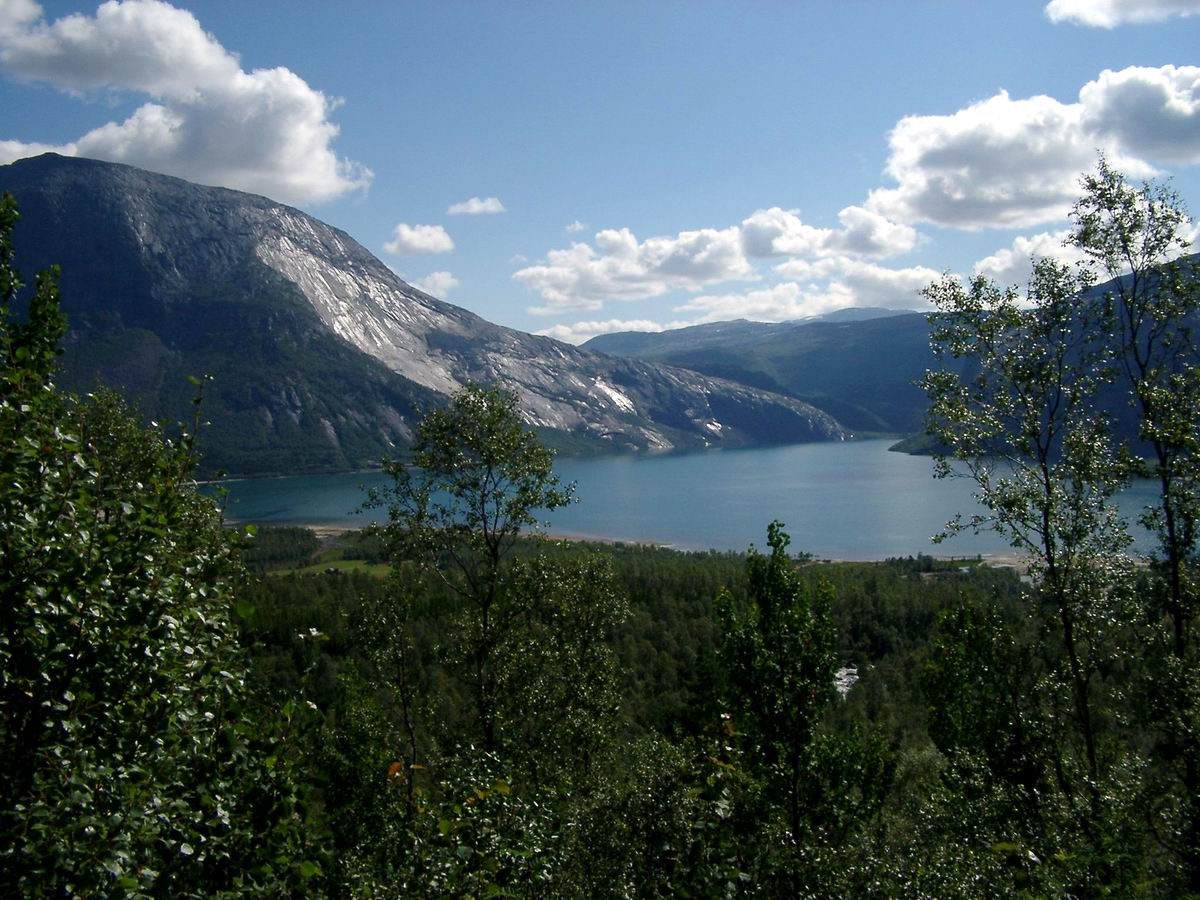
Da Narvik a Mo i Rana

Rana è un comune della contea di Nordland, in Norvegia. La maggior parte della popolazione abita a Mo i Rana, il capoluogo comunale. Il comune si estende poco a sud del circolo polare artico ed è il terzo comune norvegese per superficie.
Rana è situata a sud del Circolo polare artico sul versante meridionale dei monti Saltfjellet nei quali si trova il ghiacciaio Svartisen.